# Sant Maur (Piera)
Sant Maur és una capella a la vila de Piera (Anoia) inclosa en l'Inventari del Patrimoni Arquitectònic de Catalunya. Capella de planta rectangular, d'una sola nau, no té cap volta. Hi destaca la fornícula amb forma de petxina de la façana principal en la que hi ha actualment una talla recent de Sant Maure. No està datada, encara que antigament podria haver-se denominat capella de Sant Francesc, ja que la casa contigua hi va haver un convent de Trinitaris -establerts a Piera des de 1209 per Sant Joan de Mata. Es té referència en la visita pastoral del 1786, en què pertany a l'Hospital de la Verge Maria dels pobres. Actualment es va servir de local municipal.